# JAMA Dermatology
JAMA Dermatology, abgekürzt JAMA Dermatol., ist eine wissenschaftliche Fachzeitschrift (Journal), die von der American Medical Association veröffentlicht wird. Sie erscheint mit zwölf Ausgaben im Jahr und veröffentlicht Arbeiten, die sich mit allen Fragen der Dermatologie beschäftigen.
Die Zeitschrift wurde 1920 von der American Medical Association unter dem Namen Archives of Dermatology and Syphilology veröffentlicht und wurde 1955 in Archives of Dermatology umbenannt. 2013 wurde der Name der Zeitschrift in JAMA Dermatology geändert.
Derzeit wird der Impact Factor für den alten und den neuen Titel ermittelt. Im Jahr 2014 lag der Impact Faktor für Archives of Dermatology bei 4,789. Nach der Statistik des ISI Web of Knowledge wird das Journal mit diesem Impact Factor in der Kategorie Dermatologie an zweiter Stelle von 62 Zeitschriften geführt. Für JAMA Dermatology lag der Impact Faktor bei 4,426, was zur fünften Stelle führte.